# John Strong Newberry
Aquest autor és citat en taxonomia animal amb el nom «Newberry».
John Strong Newberry (Windsor, Connecticut, 22 de desembre del 1822 – New Haven, Connecticut 7 de desembre del 1892) fou un geòleg, metge, explorador i escriptor estatunidenc, així com un membre del Megatherium Club de la Smithsonian Institution a Washington DC.
Passà gran part dels seus primers anys a la Western Reserve d'Ohio. Es graduà de la Western Reserve University el 1846 i de l'Escola Mèdica de Cleveland el 1848. Després de dos anys d'estudiar medicina i paleontologia a París, establí la seva consulta a Cleveland (1851).
El 1855 s'uní a una expedició d'exploració encapçalada pel Lloctinent Williamson, enviada pel Departament de Guerra per estudiar el terreny entre San Francisco i el riu Columbia. El 1857-58 fou el geòleg d'una expedició encapçalada pel Lloctinent Ives per explorar el riu Colorado, i el naturalista d'una expedició dirigida pel Capità Macombe, que estudià el sud-oest de Colorado i parts adjacents de Utah, Arizona i Nou Mèxic. Fou el primer geòleg conegut en visitar el Gran Canyó. Se li oferí una càtedra a la Universitat de Colúmbia (actualment la Universitat George Washington) el 1857. Durant la guerra civil dels Estats Units, el Dr. Newberry fou el secretari de la Comissió Sanitària de la Vall del Mississipi. El 1886 se li oferí la càtedra de geologia i paleontologia a l'Escola de Mines, a la Universitat de Colúmbia, que acceptà i ocupà durant 24 anys. Els seus altres càrrecs foren: director del Servei Geològic d'Ohio, membre del Servei Geològic d'Illinois, president de l'American Association for the Advancement of Science, president de l'Acadèmia de les Ciències de Nova York i president del Torrey Botanical Club. Contribuí a organitzar la Societat Geològica d'Amèrica a Cleveland el 1888, i formà part de la comissió per organitzar un congrés geològic internacional, del qual fou president el 1891. El 1888 li fou atorgada la Medalla Murchison de la Societat Geològica de Londres.
El cràter de Newberry a Oregon (actualment al Monument Volcànic Nacional Newberry) fou anomenat en honor seu el 1903.

## Obres
- Reports of Explorations and Surveys to Ascertain the Most Practical and Economic Route for a Railroad from the Mississippi River to the Pacific Coast, Made in 1855-56 (Washington, 1857)
- Report on the Colorado River of the West, Explored in 1857-58 (Washington, 1861)
- Reports of the Exploring Expedition from Santa Fé to the Junction of the Grande and Green Rivers (Washington, 1876)
- The Rock Oils of Ohio (1859)
- Iron Resources of the United States (1874)
- The Structure and Relations of Dinichthys (1875)
- Report on the Fossil Fishes Collected on the Illinois Geological Survey (1886)
- The flora of the Amboy Clays (abstract) (1886)
- Fossil Fishes and Fossil Plants of the Triassic Rocks of New Jersey and the Connecticut Valley (1888)
- Paleozoic Fishes of North America (1889)
- Later Extinct Floras (1898)